# Szczecińskie Towarzystwo Fotograficzne

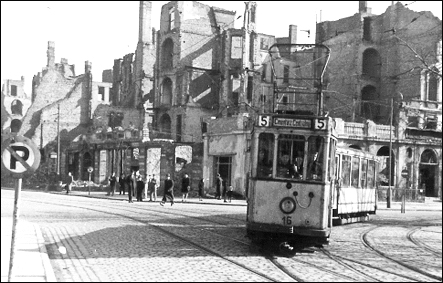
Szczecin 1948; Foto: Krystyna Łyczywek – prezes STF (1962–1963)

Szczecińskie Towarzystwo Fotograficzne – stowarzyszenie utworzone w 1953 roku, jako szczeciński oddział ówczesnego Polskiego Towarzystwa Fotograficznego.

## Historia
Szczecińskie Towarzystwo Fotograficzne jest kontynuatorem działalności oddziału Polskiego Towarzystwa Fotograficznego w Szczecinie, utworzonego w 1953 roku. Pomysłodawcą, inicjatorem oraz współtwórcą Polskiego Towarzystwa Fotograficznego (oddział w Szczecinie) był Zbigniew Owidzki. W 1954 utworzono pierwszy Zarząd szczecińskiego PTF, w którym m.in. funkcję prezesa powierzono Zbigniewowi Owidzkiemu oraz funkcję wiceprezesa Krystynie Łyczywek. 
W ówczesnym Muzeum Pomorza Zachodniego – obecnym Muzeum Narodowym w Szczecinie, po raz pierwszy zorganizowano Szczecińską Wystawę Fotografiki (pod patronatem Prezydium Wojewódzkiej Rady Narodowej w Szczecinie), w której udział wzięli m.in. Jan Gągol, Krystyna Łyczywek, Mieczysław Kałuszyner, Marian Magierowski, Jerzy Mądroszkiewicz, Zbigniew Owidzki, Jerzy Płotkowiak, Maksymilian Smeja. W 1955 zorganizowano Doroczną Wystawę szczecińskiego oddziału Polskiego Towarzystwa Fotograficznego – w Muzeum Pomorza Zachodniego. W 1960 zorganizowano wystawę Dziecko, mającą zasięg ogólnokrajowy – na Zamku Książąt Pomorskich w Szczecinie. 
W 1961 szczeciński oddział Polskiego Towarzystwa Fotograficznego został przekształcony w Szczecińskie Towarzystwo Fotograficzne, przyjęte w poczet członków zbiorowych (funkcjonującej w latach 1961–1989) Federacji Amatorskich Stowarzyszeń Fotograficznych w Polsce. Ówczesne STF podzielono na sekcje o kierunku artystycznym, przyrodniczym, technicznym oraz filmowym. W czasie przynależności do FASFwP – Szczecińskie Towarzystwo Fotograficzne było organizatorem, współorganizatorem m.in. Ogólnopolskiej Wystawy Marynistycznej (1963), wystawy reporterów Magnum (1967) oraz kilku wystaw autorskich ówczesnych członków stowarzyszenia (m.in. Macieja Jasieckiego, Krystyny Łyczywek, Andrzeja Wituszyckiego). W latach 70. XX wieku, Szczecińskie Towarzystwo Fotograficzne dysponowało własną przestrzenią wystawienniczą – Galerią Factum, położoną przy ulicy Bolesława Krzywoustego w Szczecinie. 
W drugiej połowie lat 80. XX wieku Szczecińskie Towarzystwo Fotograficzne nawiązywało współpracę z licznymi klubami, stowarzyszeniami fotograficznymi; w Polsce i za granicą (m.in. Klub Fotograficzny w Stargardzie Szczecińskim, szczeciński klub Kontur, grupa XTL w Świnoujściu, Grupa10 w Szczecinie oraz kilkoma fotoklubami w Niemczech). W latach 90. XX wieku dodatkowo współpracowano z klubami z Litwy, Szwecji, Włoch. Współpraca owocowała wieloma wystawami fotograficznymi; zbiorowymi oraz indywidualnymi, plenerami, spotkaniami, prelekcjami, warsztatami fotograficznymi. Na przełomie lat 80. i 90. XX wieku STF było organizatorem, współorganizatorem Międzynarodowego Biennale Fotografii Artystycznej Wiatr od morza, odbywającego się pod kuratelą Ministerstwa Kultury i Sztuki – w którym prezentowano cyklicznie setki fotografii, kilkudziesięciu autorów z kilkunastu krajów świata. 

## Działalność
Działalność Szczecińskiego Towarzystwa Fotograficznego to przede wszystkim plenery, konkursy i akcje fotograficzne (wspólne fotografowanie, konkursy miesiąca), podczas których urzeczywistnianych jest wiele tematów fotograficznych – w postaci wielu zdjęć, prezentowanych na licznych wystawach indywidualnych oraz zbiorowych, prezentowanych w internecie oraz publikowanych w albumach fotograficznych. Współpraca z grupami, klubami, kołami, stowarzyszeniami fotograficznymi, instytucjami kulturalnymi w Polsce i za granicą.

## Zarząd
- Piotr Wolski – prezes
- Bogusław Macal – wiceprezes
- Marek Miłoszewski – sekretarz
- Agnieszka Olejarz – skarbnik
- Magdalena Seredyńska – członek

Źródło

## Prezesi (Polskie Towarzystwo Fotograficzne w Szczecinie)
- Zbigniew Owidzki (1953–1954)
- Izydor Gerber (1954–1956)
- Tadeusz Nawrot (1956–1959)
- Kazimierz Walter (1959–1960)
- Walter Gradek (1960–1962)

Źródło

## Prezesi (Szczecińskie Towarzystwo Fotograficzne)
- Krystyna Łyczywek (1962–1963)
- Eugeniusz Eysymontt (1963–1964)
- Henryk Kopeć (1964–1965)
- Eugeniusz Eysymontt (1965–1966)
- Andrzej Wituszyński (1966–1967)
- Jerzy Maciejewski (1967–1968)
- Zbigniew Wróblewski (1968–1977)
- Wojciech Jabłoński (1977–1978)
- Tadeusz Piotrowski (1978–1983)
- Jerzy Kosycarz (1983–1985)
- Jerzy Kosycarz (1985–1986)
- Andrzej Grabowiecki (1987–1990)
- Timm Stütz (1990–1992)
- Andrzej Grabowiecki (1992–1996)
- Timm Stütz (1996–1998)
- Andrzej Grabowiecki (1998–1999)
- Mirosław Mikołajczyk (1999–2000)
- Timm Stütz (2000–2003)
- Dariusz Mostowski (2003–2006)
- Dariusz Mostowski (2006–2009)
- Tomasz Seidler (2009–2012)
- Tomasz Seidler (2012–2015)

Źródło